# Flughafen Hemavan

i7
i11
i13
Der Flughafen Hemavan (IATA-Code: HMV, ICAO-Code: ESUT) ist ein Flughafen in der Nähe des schwedischen Ortes Hemavan in der Provinz Västerbottens län.
In den 1960er Jahren entstand an der Stelle des heutigen Flughafens ein Segelflugplatz. 1993 folgte der Ausbau zu einem regionalen Verkehrsflughafen. Die ersten Flüge wurden 1994 durchgeführt. Früher gab es an sechs Tagen in der Woche einen Flug von und zum Flughafen Stockholm/Arlanda. Durchgeführt wurden die Flüge mit kleineren Turboprop-Flugzeugen wie der Saab 340 oder der BAe ATP.  Im Jahr 2016 wurde der Flughafen von 14.302 Fluggästen genutzt. Die Fluggesellschaft Nextjet, die regelmäßig Flüge angeboten hatte, stellte am 16. Mai 2018 wegen Insolvenz des Unternehmens den Flugbetrieb ein. Aktuell (2021) wird die Verbindung nach Stockholm täglich außer samstags von der Gesellschaft Amapola Flyg angeboten.